# Androsace chaixii
Androsace chaixii är en viveväxtart som beskrevs av Jean Charles Marie Grenier och Godron. Androsace chaixii ingår i släktet grusvivor, och familjen viveväxter. Inga underarter finns listade i Catalogue of Life.

## Bildgalleri

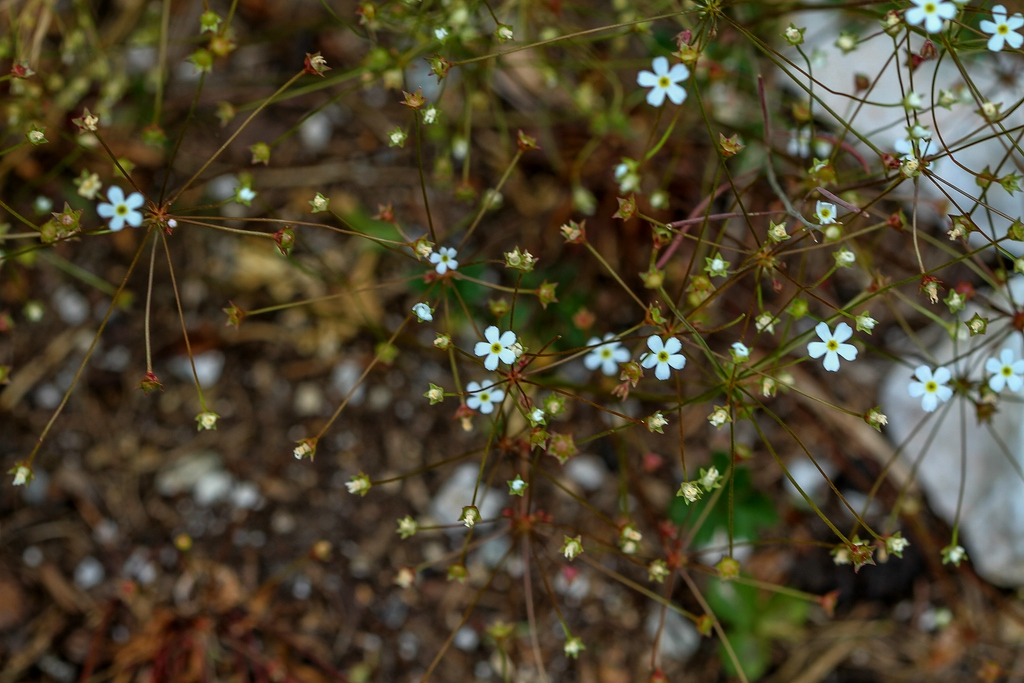